# Fidèle Agbatchi
Fidèle Agbatchi est un ecclésiastique béninois de l'Église catholique romaine. Il est archevêque de Parakou jusqu'à sa démission le 4 novembre 2010.

## Biographie

### Origines et études
Fidèle Agbatchi naît le 23 octobre 1950 à Savè. Il fait son entrée au séminaire Notre-Dame-de-Fatima en octobre 1965. Il obtient son brevet d'étude du premier cycle (BEPC) en 1969 et le baccalauréat en 1972. Il passe deux années, 1972 à 1974, au grand séminaire Saint-Gall de Ouidah. Il poursuit et achève sa formation au grand séminaire Saint-Pierre-et-Saint-Paul d’Ibadan au Nigeria jusqu’en décembre 1977 où il sort titulaire d'un baccalauréat en théologie,,.

### Ordination et nomination
Fidèle Agbatchi devient prêtre le 7 janvier 1978. Après son ordination, il rejoint le séminaire de Djimè en tant qu'enseignant. En octobre 1983, il entre à l’Institut biblique pontifical de Rome. Il en ressort en juin 1986 titulaire d'une licence en exégèse biblique. À son retour au Bénin, il enseigne l’Évangile et la philosophie au séminaire Saint-Gall de Ouidah. En 1992, il se rend à la Congrégation pour la Doctrine de la Foi à Rome.
En 2000, le pape Jean-Paul II le nomme archevêque de Parakou en remplacement de Nestor Assogba, muté à Cotonou à la suite du décès d'Isidore de Souza,,,.